# 細内信孝
細内 信孝（ほそうち のぶたか）は、日本のコミュニティ・ビジネス研究者、社会学者、社会的企業家。コミュニティビジネス総合研究所所長、コミュニティ・ビジネス・ネットワーク会長 、「町の学校」校長を務める。元法政大学大学院兼任講師、元埼玉女子短期大学客員教授、元中央大学兼任講師。日本において最初にコミュニティ・ビジネスの概念を提唱した人物とされ、日本における第一人者である。
2001年福島県うつくしま未来博の近未来都市パラダイム『森にしずむ都市』のコンペにおいて、福島県知事賞、日本混相流学会会長賞を、タイセイ総合研究所と共同受賞している。2003年英国外務省より日英社会的起業家交流プログラムに日本代表の一員として招聘され、渡英した。2008年、2010年、2016年（2回）に韓国政府系財団の招きにより国際会議にて社会的企業（コミュニティ・ビジネス）、持続可能な地域共同体、社会的経済の各種講演を行った。2023年台湾客家委員会の招きで、台湾現代客家地域経済フォーラムにて基調講演を行った。

## 来歴
1957年4月栃木県宇都宮市生まれ。父親（地方公務員）の転勤に伴い県内各地に住む。1976年宇都宮東高等学校（現栃木県立宇都宮東高等学校・附属中学校）を卒業。信州大学へ1976年4月に進学し、同大学において、全国各地の地域おこし・社会教育にたずさわり、当時教授を務めていた玉井袈裟男の指導を受ける。また４年次には学術研究の方法を農学博士嶋崎昭典教授より直接指導を受ける。信州大学卒業後、外資系企業（ドイツの大手化学メーカー）勤務を経て、1987年2月産業能率大学経営コンサルティングセンター研究員、1991年1月住信基礎研究所副主任研究員（住友信託銀行系）、1994年6月ヒューマンルネッサンス研究所主任研究員（オムロン系）を経て 2001年3月に独立起業した。
著書の『コミュニティ・ビジネス』（中央大学出版部、1999年10月上梓）がきっかけとなり、経済企画庁から国民生活白書(平成12年)の執筆にあたり、「コミュニティ・ビジネスとNPO」を初めて取りあげるため、2000年2月15日庁内にて「コミュニティ・ビジネスとNPO」の講演会を開催したい旨の依頼状が届き、その講師として細内信孝を招聘した。
2001年7月7日ＮＨＫ教育『21世紀ビジネス塾』（「地域を元気にするコミュニティ・ビジネス　商店街株式会社」）と7月14日ＮＨＫ教育『21世紀ビジネス塾』（「地域を元気にするコミュニティ・ビジネス　新介護ビジネス」）にゲスト解説者として招かれ連続出演した。そして2002年6月3日NHK総合『クローズアップ現代』（第1591回「広がるコミュニティ・ビジネス」）にゲスト解説者として招かれた。それ以降、同局の『くらしと経済』、『難問解決！ご近所の底力』、『家計診断』、『生活ほっとモーニング』、『団塊スタイル』などにも招かれ連続出演した。
この間、1994年に日本で最初にコミュニティ・ビジネスの用語と概念を提唱する。そして、その研究フィールドを求め、1994年東京の下町墨田区にて、地元の中小企業経営者や地域住民たちと一緒になってコミュニティ・ビジネス起業支援の社会実装に取り組む（2001年1月まで続く）。また1996年から3年間にわたり、当時在籍していたヒューマンルネッサンス研究所の主任研究員として、多摩大学（野田一夫、グレゴリー・クラーク、日下公人、望月照彦、星野克美ほか）と共催にて、コミュニティとコミュニティ・ビジネスに関するシンポジウムと公開講座を総合プロデュース（林泰義、山岡義典、加藤敏春らを招聘）し、コミュニティ・ビジネスの講師としても自ら登壇した。それ以降、この概念の日本社会への定着に向けた各種の活動（書籍の出版、新聞・専門誌への寄稿、講演、ワークショップ等）を手がける。特に講演、ワークショップは、全国各地の要請に応じて47都道府県すべてをまわり、1990年からの講演、ワークショップの回数は3千回を超える。そのほかに、各地の研究者・実践者と、議論・研究等を重ねてきた。これらの研究者・実践者には、市民主導・まちづくりワークショップの林泰義（計画技術研究所元代表）、まち育ての語り部・実践者・延藤安弘（元千葉大学教授）、男女共同参画の廣岡守穂（中央大学名誉教授）、タイセイ総合研究所の元メンバー（伊藤武美、鵜飼修、風見正三、蕪木伸一、並木裕、人見修）、永沢映（NPO法人コミュニティビジネスサポートセンター代表）、コミュニティ・ビジネス・ネットワークのメンバー（須永和久、鵜飼修、東海林伸篤、大野是、木村政希、古賀敦之、黒崎晋司、横田能洋ほか）等がいる。
また海外の調査研究に関しては、1990年代から主にイギリス、アメリカ、ドイツ、オーストリア、スイスの市民活動に関して調査研究をしている。1996年ドイツ・エコメッセの調査や1997年アメリカ・シリコンバレーの起業家育成調査、そして1998年イギリス市民社会の調査など、他研究者と視察団を組んで共同調査を行っている。2003年9月には、イギリス外務省やコミュニティ・アクション・ネットワークの招きで、  日英社会的起業家交流プログラムに日本側視察団のメンバーとして参加し、山岡義典（日本NPOセンター）らとイギリス各地の社会的企業の現場を視察し、多くの社会的起業家と交流した。
2007年には、韓国にて韓国語版の細内信孝著作「地域を元気にするコミュニティ・ビジネス（ぎょうせい、2007年）」、「みんなが主役のコミュニティ・ビジネス」（ぎょうせい、2008年）」が相次いで出版された。その結果、2008年に希望製作所より招聘を受け、韓国ソウルにてコミュニティ・ビジネスの基調講演を行う。2009年9月には、韓国政府・経済情報部のコミュニティ・ビジネス調査団を東京のコミュニティビジネス総合研究所にて受け入れる。2010年1月には、韓国政府・行政安全部のコミュニティ・ビジネス調査団を同研究所にて受け入れる。2010年7月には、韓国ソウルにて日米韓英の国際シンポジウム（京畿道福祉財団）に招聘され、「日本の社会的企業（コミュニティ・ビジネス）」と題して招聘講演を行った。その後、2016年には二つの国際フォーラムに招かれ、11月に韓国全州市（ 韓国政府・行政自治部 ）にて「持続可能な地域共同体」、12月に完州郡（ 完州郡庁）にて「社会的経済」をテーマに、それぞれ招聘講演を行い、カナダやオランダの研究者、実践者も参加する国際会議にて交流を深めた。
コロナ収束の2023年12月には、台湾客家委員会の招きで、台湾現代客家地域経済フォーラムにてコミュニティ・ビジネスの基調講演を行った。

## 主な著書
単著
- 『コミュニティ・ビジネス』中央大学出版部、1999年
- 『新版 コミュニティ・ビジネス』学芸出版社、2010年
- 『新版 地域を元気にするコミュニティ・ビジネス』コミュニティビジネス総合研究所出版部、2019年
- 『我が家の女系史伝～旗本井上多門家の女系譜から時代を読む～』コミュニティビジネス総合研究所出版部、2020年
- 『人とのご縁から歴史を読む～過去を知り今を輝かせる地域研究法～』コミュニティビジネス総合研究所出版部、2021年

編著
- 『市民起業』 日本短波放送 、1999年
- 『まちにやさしい仕事』コミュニティ・ビジネス・ネットワーク、1999年
- 『地域を元気にするコミュニティ・ビジネス』ぎょうせい、2001年
- 『ソーシャル・インクルージョンと社会起業の役割』ぎょうせい、2004年
- 『みんなが主役のコミュニティ・ビジネス』ぎょうせい、2006年
- 『団塊世代の地域デビュー心得帳』ぎょうせい、2007年
- 『がんばる地域のコミュニティ・ビジネス』学陽書房、2008年
- 『復刻版　まちにやさしい仕事』コミュニティ・ビジネス・ネットワーク、2024年
- 『コミュニティ・ビジネス20年史』コミュニティ・ビジネス・ネットワーク、2025年

共著
- 『温泉と共同湯』青弓社、1997年
- 『ＮHKビジネス塾の教科書２』日本放送出版協会、2002年
- 『地域発まちの姿　自治のかたち』公人社、2002年
- 『テーマコミュニティの森～ヒューマンサイズの新しい都市～』ぎょうせい、2002年
- 『コミュニティ・ビジネス起業マニュアル』ぎょうせい、2003年
- 『はじめよう環境コミュニティ・ビジネス』ケイブン出版、2004年
- 『創年のススメ』ぎょうせい、2008年
- 『コミュニティ・ビジネスのすべて』ぎょうせい、2009年
- 『［東日本大震災・原発事故］復興まちづくりに向けて』学芸出版社、2011年
- 『人にやさしい仕事』コミュ二ティビジネス総合研究所出版部、2019年
- 『10代からの起業講座』コミュ二ティビジネス総合研究所出版部、2021年

## 主な論文
論文
- CiNii>細内信孝
- 国立国会図書館サーチ>細内信孝

その他論文
- 細内信孝「情報財の基礎理論に関する研究」『産能短期大学紀要　第23号』1990年2月　p.91－101
- 細内信孝「日本のテーマパーク事情」『住信基礎研究所機関誌　infini』通巻第7号　住信基礎研究所　1993年1月　p.40－43
- 細内信孝「テーマパーク事業成功と失敗の条件」『週刊ダイヤモンド』第81巻35号　ダイヤモンド社　1993年9月　p.90－94
- 細内信孝「商品としての情報」『情報文化学会誌　第１回全国大会　講演予稿集』情報文化学会　1993年11月　p.37－41
- 細内信孝「情報財マーケティング」『情報文化学会誌　第１回全国大会　講演予稿集』情報文化学会　1993年11月　p.42－51
- 細内信孝「日本のレジャーランド考」『レジャーランド＆レクパーク総覧 1994』綜合ユニコム　1993年11月　p.21－41
- 細内信孝「情報財マーケティングに関する研究」『情報文化学会誌.1（1）』情報文化学会　1994年7月　p.71－77
- 細内信孝「最適化社会に向けた変化・自在のコミュニティ論」『shinka』第2号　ヒューマンルネッサンス研究所　1995年3月　p.2－8
- 細内信孝「21世紀に勝ち残るテーマパーク戦略ーその７つの視点」『月刊レジャー産業資料　特集テーマパーク事業再生の視点』綜合ユニコム　1996年12月　p.54－58
- 細内信孝「情報財の価値についてー私の情報創造と情報テクノロジー」『「21世紀をクリエイトする発想の原点を探る」豊の国シンポ94　ノーベル賞受賞者福井謙一先生の特別講演とシンポジウム記録集』大分医科大学　1997年4月　p.25－45
- 細内信孝・村山浩一郎『英国における住民主導の地域経営－英国NPO視察報告－』コミュニティ・ビジネス・ネットワーク　1998年8月
- 細内信孝・木村政希「コミュニティ・ビジネスはまちにやさしい仕事」『地域情報』No.241　北海道東北開発公庫　1999年5月　p.9－10
- 細内信孝・木村政希「地域再生に向けたコミュニティ・ビジネスの取り組み」『ビジョン22』 Vol.3  豊中市政研究所　2000年3月　p.47－52
- 細内信孝「まちを元気にするコミュニティ・ビジネス」『滋賀の経済と社会』Ｎｏ.95　滋賀総合研究所　2000年6月　p.5－9
- 細内信孝「コミュニティ創造とコミュニティ・ビジネス－競争と相互扶助が共存する地域経営へ－」『social marketing newsletter』第5号　博報堂ソーシャルマーケティング研究会　2000年12月　p.2－4
- 細内信孝『コミュニティ・ビジネス振興と市民起業への支援策に関する調査』札幌市　2001年12月
- 細内信孝「地域を元気にするコミュニティ・ビジネス」『あおいかぜ』vol.42　中国電力　2002年11月　p.3－7
- 細内信孝「21世紀を開く、コミュニティ・ビジネス　シリーズ　変容する世紀-１」『東京三菱ビジネススクエア』通巻１６０号　ダイヤモンドビジネスコンサルティング　2003年4月　p.16－21
- 細内信孝・相馬直子「地域経済の再生とコミュニティ・ビジネス」『企業経営』Ｎｏ.84　企業経営研究所　2003年10月　p.6－9
- 細内信孝「コミュニティ・ビジネスで新しい地域おこし」『地域づくり』通巻182号　地域活性化センター　2004年8月　p.4－7
- 細内信孝・木村政希「コミュニティ・ビジネスの振興と自治体の地域経営力向上」『広報』Ｎｏ.631号　日本広報協会　2004年12月　p.24－28
- 細内信孝・木村政希「コミュニティ・ビジネスの現状と未来への展望」『勤労よこはま』Ｎｏ.476　横浜市市民局　2005年1月　p.3－8
- 細内信孝「環境に優しい循環型地域をつくる」『SAFE』vol.51号　三井住友フィナンシャルグループ　2005年1月　p.7
- 細内信孝『栃木県におけるコミュニティ・ビジネスに関する調査研究』連合栃木総合生活研究所（研究と提言シリーズＮｏ32）　2006年5月
- 細内信孝「地域再生の手法ーコミュニティ・ビジネスとは」『季刊ミーティング・ビジネス』 Ｎｏ. 17 　ジェイティービー　2007年1月　p.31－34
- 細内信孝『変わり行く地域社会、格差社会是正の方向性を探る』連合栃木総合生活研究所（研究と提言シリーズＮｏ.38）　2008年6月
- 細内信孝「 SOHO CITY　みたか構想見直しに関する今後の方向性、発展性について 」『知識創造型産業が息づく「SOHO CITY　みたか」のセカンドステージ』三鷹ネットワーク大学推進機構　2010年3月　p.29－34
- 細内信孝「スポーツ領域におけるコミュニティ・ビジネスの可能性」『日本生涯スポーツ学会第16回大会・抄録集』 日本生涯スポーツ学会 　2014年10月　p.16－17

インタビュー、対談
- 「日本列島の未来～21世紀型のコミュニティ・ルネッサンスを目指して～東京海上研究所理事長　下河辺淳、聞き手細内信孝」『shinka』第2号　ヒューマンルネッサンス研究所　1995年3月　p.38－42
- 「地域コミュニティの原点を探る～阪神大震災からの教訓～計画技術研究所代表　林泰義、聞き手細内信孝」『shinka』第3号　ヒューマンルネッサンス研究所　1995年10月　p.34－39
- 「コミュニティ・ビジネスについて～細内信孝、聞き手東北産業活性化センター専務理事村山雅一郎」『アイビクト情報』vol.50　東北産業活性化センター　2000年6月　p.2－11
- 「暮らしとビジネスを結ぶ／コミュニティは宝の山～細内信孝、聞き手日本フィランソロピー協会理事長高橋陽子」『月刊フィランソロピー』No.246　日本フィランソロピー協会　2002年2月　p.2－9

監修
- 「コミュニティ・ビジネスが地域経済の「自立」を育む」『日経消費経済ファーラム・会報　Ｎｏ.168』日本経済新聞社・日経産業消費研究所　1998年9月　 p.2－3
- 『コミュニティ・ビジネス　－やりがいを創る 市民起業－』財団法人地域活性化センター　2002年1月（アサツーディ・ケイ制作　ビデオ）
- 「地域を元気にするコミュニティ・ビジネス」『メッセ・セミナー集　vol.9』財団法人大阪府市町村振興協会　2002年3月　p.21－36
- 「コミュニティ・ビジネスとは」『せたがや21－未来への展望－』世田谷区　2002年4月　p.95－99
- 「コミュニティ・ビジネス」『経営協　vol.240』社会福祉法人全国社会福祉協議会　2004年1月　p.30－31
- 「地域を元気にするコミュニティ・ビジネス」『ＮＰＯ講演録１』北九州市市民活動サポートセンター　2004年4月
- 「全国で増えるコミュニティ・ビジネス」『しんきん経営情報』第30巻第5号　全国信用金庫協会　2004年5月号　p.4－7
- 「法人格にこだわらぬコミュニティ政策も必要」『環境ビジネス』宣伝会議　2004年7月　p.26－27
- 「コミュニティ・ビジネス・フォーラム」『ＮＰＯ講演録７』北九州市市民活動サポートセンター　2005年3月
- 「経済面：コミュニティ・ビジネス、NPO経営論」『真のゆたかさを実感できるまちへのみち』名古屋市総務局企画部（名古屋の将来を語る懇談会）　2006年1月
- 「はじめてみようコミュニティ・ビジネス」『コミュニティ・ビジネス　サポートブック』栃木県商工労働観光部・栃木県中小企業団体中央会　2006年3月
- 「コミュニティ・ショップの夢にチャレンジ」『チャレンジ・ストリー　～まちづくりにかける元気な女性たち～』内閣府男女共同参画局　2006年（テレパック制作　ダイジェスト版ビデオ）
- 「コミュニティ・ショップの夢にチャレンジ」『チャレンジ・ストリー　～まちづくりにかける元気な女性たち～』内閣府男女共同参画局　2006年（テレパック制作　DVD）
- 「コミュニティ・ビジネスの役割と可能性」『消費者情報　Ｎｏ.414』財団法人関西消費者協会　2010年9月号　p.19
- 「地域デビュー　チャレンジストリー」『しんくみ情報誌　ボン  ビバーン』全国信用組合中央協会　vol.67～vol.71（5回シリーズの連載）　2010年4月～2011年1月
- 「50歳からの地域デビュー応援講座」『連合栃木総研レポート』 連合栃木総合生活研究所 　Ｎｏ.90～Ｎｏ.94（5回シリーズの連載）　2012年11月～2013年9月

## 主な公職
中央官庁
- 通商産業省（中心市街地活性化室コミュニティ・ビジネス検討委員　2000年度 ）[30]
- 経済産業省（市民ベンチャー事業推進委員　2002年度 、環境コミュニティ・ビジネス事業推進委員　2003年度 ）[30]
- 国土交通省（地域づくり戦略研究会委員 2004年度 ）[30]
- 総務省（住民サービスワーキンググループ構成員　2004年度 、地域情報化アドバイザー  2007年度～2019年度（13年間） 、地域情報化評価会（ユビキタスタウン）委員  2009年度 、ICT地域マネージャー　2015年度 ）[30]
- 厚生労働省（雇用創出企画会議委員　2004年度 ）[30]
- 内閣府（男女共同参画局地域活性化事例研究事業アドバイザー（女性起業アドバイザー） 2006年度 ）[30]
- 参議院（議会事務局 地域コミュニティ再生研究会委員　2008年度 ）[30]

地方自治体
- 川崎市（多摩区区民懇話会委員　1996年9月～1998年8月）[30]
- 墨田区（産業振興会議委員　1999年度～2000年度）[30]
- 小平市（政策研究プロジェクトアドバイザー　2000年度）[30]
- 三鷹市（商工振興対策審議会委員2001年度～2013年度、みたか身の丈起業塾審査委員2010年度～2011年度）[30]
- 横浜市（市民経済雇用活性化戦略会議委員　2002年度）[30]
- 名古屋市（名古屋の将来を語る懇談会委員　2005年度）[30]
- 青森県（「あおもり人財ネットワーク」コーディネーター　2009年度）[30]
- 青森県（青森県農山漁村「地域経営」人財ネット・コーディネーター　2019年度～2024年度）[30]

その他財団等
- （財）地域活性化センター（地域づくりアドバイザー）
- （財）広域関東圏産業活性化センター（神奈川県「三浦半島地域産業振興調査事業」委員・ワーキング主査、「コミュニティ・ビジネスによる地域活性化方策に関する調査研究」座長）
- （社）全国社会福祉協議会（地域福祉推進検討委員会委員）
- （財）神奈川産業振興センター（経営アドバイザー）
- （財）ニューメディア開発協会（専門検討委員会委員）
- 全国水土里ネット・全国土地改良事業団体連合会（地域力発掘支援委員）
- （財）自由時間デザイン協会（研究委員）
- （財）ニューメディア開発協会（個別事業検討委員会委員）
- （財）東北開発研究センター（研究委員）
- 岩手県江釣子商工会（コミュニティ・ビジネス事業推進委員）
- （財）余暇開発センター（研究委員）
- （財）国際開発センター（研究嘱託）
- 情報文化学会（評議員）
- （財）健康・生きがい開発財団（委員）

## 主な大学教員
大学院
- 立教大学大学院21世紀社会デザイン研究科兼任講師　コミュニティ・ビジネス論　2001年度～2002年度
- 亜細亜大学大学院兼任講師　特別講義（コミュニティ・ビジネス）　2002年度
- 法政大学大学院政策創造研究科兼任講師　コミュニティ・ビジネス論　2008年度～2013年度

大学
- 中央大学兼任講師　学問と職業活動（コミュニティ・ビジネスとNPO論）　1998年度
- 埼玉女子短期大学客員教授　コミュニティ・ビジネス　女性起業論　2000年度～2008年度
- 多摩大学兼任講師　コミュニティ・ビジネス　2000年度～2002年度
- 東京経済大学兼任講師　コミュニティの経済学　2001年度～2002年度

## 主な講演
細内は、人前でコミュニティ・ビジネスや地域おこしなどの話しをすることがたいへん得意であった。こうした講演に呼ばれれば、たとえ小人数収容の会場や小さな団体の主催でも、また遠隔地や交通の不便な場所であっても、喜んで講演に出かけて行ったものである。生涯３千回を超える講演は、こうした一つひとつの積み重ねで達成したものである。
基調講演・記念講演・特別講演
- 経済企画庁主催　基調講演『コミュニティ・ビジネスとNPO』 （2000.2.15）[32]
- 日建設計総合研究所主催　特別講演『第152回都市経営フォーラム　まちづくりとコミュニティ・ビジネス』（2000.8.23）[32]
- 栃木県コミュニティ協会主催 　基調講演『地域コミュニティの元気づくり～コミュニティ・ビジネスのこころみ』（2001.4.20）[32]
- 神奈川県藤沢市主催　基調講演『 自治会・町内会を活性化するには』（2002.2）[32]
- 国土交通省主催　記念講演「地域を元気にする コミュニティ・ビジネス」『平成14年度地域活性化貢献表彰式』 （2003.3.15）[32]
- 長野県主催（長野市）　基調講演「コミュニティ・ビジネス～住民主体の地域密着サービスによる地域の再生～」『コミュニティ・ビジネス　シンポジウム』（2003.3.17）[32]
- 経済産業省関東経済産業局主催　基調講演「コミュニティ・ビジネスについて」『広域関東圏コミュニティ・ビジネス推進協議会発足・シンポジウム』（2003.3.20）[32]
- 経済産業省九州経済産業局主催　基調講演「地域を元気にするコミュニティ・ビジネス」『コミュニティ・ビジネス巡回キャラバン』（2003.3.24） [32]
- 栃木県主催（宇都宮市、大田原市、足利市）　基調講演「コミュニティ・ビジネスとは何か」『コミュニティ・ビジネス　スクール』（2003.9） [32]
- 経済産業省主催　基調講演「コミュニティ・ビジネスで社会起業家になろう」『平成15年度環境コミュニティ・ビジネスの成果発表会』（2004.3.6）[32]
- 北海道厚真町主催 　基調講演「地域を元気にするコミュニティ・ビジネス」『まちづくり講演会』（2005.3.22）[32]
- 内閣府男女共同参画局主催　基調講演「地域を元気にするコミュニティ・ビジネス～行政、民間企業、住民・市民らによる協働の地域社会づくり」『男女共同参画ヤングリーダー会議』（2006.2.27）[32]
- 西日本農村生活研究会主催（広島県福山市）　基調講演「 農村コミュニティの コミュニティ・ビジネス戦略」『 農業・農村におけるコミュニティ・ビジネスの展開  』（2007.8.7） [32]
- 韓国希望製作所主催　基調講演「地域を元気にするコミュニティ・ビジネス」『 コミュニティ・ビジネス日韓フォーラム』（2008.9.18）[32]
- 経済産業省中国経済産業局主催　基調講演「地域を元気にするコミュニティ・ビジネス」『中国地域のコミュニティ・ビジネス／ソーシャル・ビジネス』（2008.12.18）[32]
- 経済産業省四国経済産業局主催　基調講演「地域を元気にするコミュニティ・ビジネスの可能性」『四国地域コミュニティ・ビジネスフォーラム』（2009.10.28）[32]
- 韓国京畿道福祉財団主催　基調講演「日本の社会的企業」『日米韓英の国際シンポジウム　明日の地域社会を支える仕組みづくり』（2010.7.8）[32]
- 内閣府沖縄総合事務局経済産業部主催 　基調講演「ソーシャルビジネスの自立化に向けて」『沖縄ソーシャルビジネス・フォーラム』（2011.12.22）[32]
- 滋賀県産業支援プラザ主催 　基調講演「地域でコミュニティ・ビジネスを起業しよう」『コミュニティ・ビジネス支援事業講演会』（2012.2.29）[32]
- 熊本県八代市主催 　基調講演「コミュニティ・ビジネスの始まりは小さなつぶやきから」『明日の八代（まち）づくり講演会』（2013.8.8）[32]
- 北海道旭川市主催 　基調講演「超高齢社会を支える市民起業」『コミュニティ・ビジネス起業講演会』（2014.11.1）[32]
- 岐阜県主催 　基調講演「コミュニティ・ビジネスによる活力ある農村づくり」『清流の国ぎふ　農地・水保全フォーラム　 in 関市』（2015.11.18）[32]
- 岡山県産業振興財団主催 　基調講演「コミュニティ・ビジネスによる地域創成のポイント」『コミュニティ・ビジネス創業＆フォローアップセミナー』（2016.8.26）[32]
- 韓国行政自治部主催　基調講演 「 持続可能な地域共同体づくり・日本の事例 」『2016国際コミュニティフォーラム　持続可能な地域共同体』（2016.11.1）[32]
- 韓国完州郡主催　基調講演 「難問解決！ご近所の底力・コミュニティ・ビジネス～地域社会を健康にする地域の仕事おこし～」『 2016完州社会的経済　国際フォーラム 』（2016.12.6）[32]
- 愛媛大学主催 ・宇和島市共催　特別講演「コミュニティ・ビジネスによる住民主体の地域づくり～6年間にわたるＣBによる住民自治おこし活動～」『COC公開講座 in 宇和島市～これならできる！自分達の地域を元気にするための第一歩～』（2017.1.22）[32]
- 青森県主催　基調講演「私の一歩が地域を楽しく、暮らしやすくする～地域活動から始めるコミュニティ・ビジネス」『平成29年度　農山漁村女性の日　青森県大会』（2018.2.15）[32]
- 台湾客家委員会主催　基調講演 「日本のコミュニティ経済、コミュニティ・ビジネスの政策、成功事例 」『現代客家地域経済フォーラム』（2023.12.19）[32]

その他の講演
細内は生涯３千回を超える講演、ワークショップを行うが、その黎明期（1994年から2022年3月末まで）における「その他の講演」は次の通りである
- 大分医科大学主催（大分市）「情報財の価値について～私の情報創造と情報テクノロジー～」『21世紀をクリエイトする発想の原点を探る　豊の国シンポ94』1994年
- ヒューマンルネッサンス研究所主催 「コミュニティ・ルネッサンスをもとめて」1995年
- 長野県小諸市民大学主催（長野県小諸市）「地域を豊かにするコミュニティ・ビジネス」1996年
- 長野県、21信州企画塾主催（長野県富士見町）「地域を豊かにするコミュニティ・ビジネス」1996年
- 日本環境教育フォーラム主催（山梨県高根町）「環境教育とコミュニティ・ビジネスの可能性」1996年
- 川崎市麻生市民館主催「人間性を基本にした地域の再生を目指して」1996年
- 宮城県高度技術振興財団主催（仙台市）「期待されるコミュニティ・ビジネス」1997年
- かながわ県民センター主催（横浜市）「市民主体の地域事業がコミュニティを元気にする」1997年
- 日本NPOセンター主催「NPOの事業経営とコミュニティ・ビジネス」1997年
- 北本市主催「コミュニティの問題解決と生活の質の向上をめざして」1998年
- 大阪商工会議所主催「新しい企業コミュニティ活動の萌芽～コミュニティ・ビジネス～」1998年
- 大阪商工会議所主催「コミュニティ・ビジネスによる地域の活性化について」1998年
- 足利商工会議所主催「21世紀の新しい地域活性化*街づくりの方策*コミュニティ・ビジネス」1999年
- 長野県、21信州むらづくり機構主催（長野県小諸市）「コミュニティ・ビジネス視点による先端農業の村おこし」1999年
- 鶴岡商工会議所主催「コミュニティ・ビジネスとは何か」1999年
- 岩手県商工会連合会主催（盛岡市）「21世紀の地域産業はコミュニティ・ビジネスにあり」1999年
- 京都商工会議所主催「地域とともに伸びるコミュニティ・ビジネス」2000年
- 京都府主催（京都市）「コミュニティ・ビジネス」2000年
- 労働者協同組合連合会主催「コミュニティ・ビジネス」2000年
- 都市基盤整備公団主催「コミュニティ・ビジネス」2000年
- 相模原商工会議所主催「コミュニティ・ビジネス」2000年
- 兵庫県社会福祉協議会主催（西宮市）「地域を元気にするコミュニティ・ビジネス」2000年
- 石川県商業ベンチャーフォーラム主催（金沢市）「地域を元気にする コミュニティ・ビジネス」2000年
- 石川県主催（金沢市）「地域を元気にする コミュニティ・ビジネス」2000年
- 東北産業活性化センター主催（秋田市）「地域を元気にするコミュニティ・ビジネス」2000年
- 東北産業活性化センター主催（青森市）「地域を元気にするコミュニティ・ビジネス」2000年
- 国土庁、ソフト化経済センター主催「地域を元気にするコミュニティ・ビジネス」2000年
- 秋田県主催（秋田市）「NPOによる地域密着事業」2000年
- 中小企業大学校主催（福岡県直方校）「コミュニティ・ビジネスにおける地域振興」2000年
- 国土交通省主催「地域を元気にするコミュニティ・ビジネス」2001年
- (財)大学コンソーシアム京都主催（京都市）「コミュニティ・ビジネス」2001年
- 札幌商工会議所主催「街を元気にするコミュニティ・ビジネス」2001年
- 北陸経済調査会主催（金沢市）「地域を元気にするコミュニティ・ビジネス」2001年
- 宮城県主催（矢本町、気仙沼市）「コミュニティ・ビジネスとは」2001年
- 大阪府市町村協会主催（大阪市）「地域を元気にするコミュニティ・ビジネス」2001年
- 神奈川県市町村協会主催（横浜市）「英国のコミュニティ・ビジネス」2001年
- 独立行政法人経済産業研究所主催「地域を元気にするコミュニティ・ビジネス」2001年
- 東北産業活性化センター主催（盛岡市）「コミュニティ・ビジネスとは」2001年
- 東北産業活性化センター主催（福島市）「コミュニティ・ビジネスとは」2001年
- 日本商工会議所主催「コミュニティ・ビジネスとは何か」2001年
- 日本商工会議所主催「 コミュニティ・ビジネスをいかに盛り上げるか  」2001年
- あおもり県民政策ネットワーク主催（青森市）「県民主体による質の高い政策形式の推進を目指して 」2001年
- ふくしま自治研修センター主催（福島市）「地域を元気にするコミュニティ・ビジネス」2001年
- 東京都小金井市主催「地域を元気にするコミュニティ・ビジネス」2001年
- 東京都板橋区主催「地域を元気にするコミュニティ・ビジネス」2001年
- 東北産業活性化センター主催（新潟市）「コミュニティ・ビジネスとは」2001年
- 東京都中小企業振興センター主催「地域を元気にするコミュニティ・ビジネス」2001年
- 福島県いわき市主催「地域を元気にするコミュニティ・ビジネス」2001年
- 京都府舞鶴市主催「地域を元気にするコミュニティ・ビジネス」2001年
- 山梨県商工会連合会主催「地域を元気にするコミュニティ・ビジネス」2001年
- 北海道主催（札幌市）「地域を元気にするコミュニティ・ビジネス」2001年
- 青森県NPO自立支援センター主催（青森県下田町）「コミュニティ・ビジネスとしての福祉」2002年
- 千葉県蓮沼商工会主催（千葉県蓮沼村）「地域を元気にするコミュニティ・ビジネス」2002年
- 生活者ネットワーク主催（東京都町田市）「地域を元気にするコミュニティ・ビジネス」2002年
- 岩手県主催（宮古市、北上市、一関市）「地域を元気にするコミュニティ・ビジネス」2002年
- 茨城県、ニュービジネス協議会主催（水戸市）創業塾「地域を元気にするコミュニティ・ビジネス」2002年
- 福島県中小企業団体中央会主催（郡山市）「地域を元気にするコミュニティ・ビジネス」2002年
- 山形県主催（山形市）「地域を元気にするコミュニティ・ビジネス」2002年
- 埼玉県主催（浦和市）「地域を元気にするコミュニティ・ビジネス」2002年
- 川崎市、市町村シンポジウム実行委員会主催「地域を元気にするコミュニティ・ビジネス」2002年
- 山梨県商工会連合会主催（山梨県都留市）「地域を元気にするコミュニティ・ビジネス」2002年
- 埼玉県鳩ケ谷市主催「地域を元気にするコミュニティ・ビジネス」2002年
- 東京都足立区まちづくり公社主催「地域を元気にするコミュニティ・ビジネス」2002年
- 群馬県主催（前橋市）「地域を元気にするコミュニティ・ビジネス」2002年
- 新潟県里創プラン主催（新潟県村上市）「コミュニティ・ビジネスによる地域の元気づくり」2002年
- 山形県企業振興公社、東北公益文化大学主催（山形県酒田市）「コミュニティ・ビジネスにおける企業マインド」2002年
- 会津若松商工会議所主催「地域を元気にするコミュニティ・ビジネス」2002年
- 北九州市、九州経済産業局主催（福岡県北九州市）「コミュニティ・ビジネスによるまちづくり」2002年
- 大分県商工会連合会主催（大分市）「コミュニティ・ビジネスが拓く新しい地域経済」2002年
- 鳥取県主催（鳥取市）「コミュニティ・ビジネスとは何か」2002年
- 池田商工会議所主催（大阪府池田市）「コミュニティ・ビジネスの現状と今後の方向性について」2002年
- 桑名商工会議所主催（三重県桑名市）「コミュニティ・ビジネスとは」2002年
- 新潟県中里村主催「地域を元気にするコミュニティ・ビジネス」2002年3月

細内は、コミュニティ・ビジネスの普及活動の黎明期を1994年から2002年3月末までと捉えている。2002年4月より彼は、常勤（週4日）の埼玉女子短期大学客員教授に就任し、今までの地域コミュニティの自立や活性化、住民主体の地域経営、指定管理、市場化テスト、社会起業、社会的企業だけではなく、女性起業、男女共同参画、女性活躍社会の実現等にも力を入れ始めたからである。

## 新聞寄稿
- 日本工業新聞「期待されるコミュニティ・ビジネス」（シンクタンクの目、1995.9.6）
- 日本工業新聞「コミュニティ・ビジネス成功のカギは」 （シンクタンクの目、1996.2.1）
- 日本工業新聞「 コミュニティ・ビジネス～ヒト・モノ・カネ・チエを結集し地域を元気に～  」 （シンクタンクの目、1996.4.16）
- 日本工業新聞「  コミュニティ・ビジネス  の発展に向けて   」 （シンクタンクの目、 1997.2.4）
- 毎日新聞「コミュニティ・ビジネスとは何か？」（生活いきいき家庭、1998.1.8）
- 日刊工業新聞「21世紀を開くコミュニティ・ビジネス」（中堅・中小・ベンチャー、1998.9.23）
- ダイヤニュース  No.29「いま、なぜコミュニティ・ビジネスなのか」（高齢社会とコミュニティ・ビジネス１、2002.4.25）[33]
- ダイヤニュース  No.30「コミュニティ・ビジネスで自分おこしを」（ 高齢社会とコミュニティ・ビジネス２、2002.7.25）[33]
- ダイヤニュース  No.31「第二の人生、志とやる気があれば夢はかなう」（  高齢社会とコミュニティ・ビジネス３、2002.10.25）[33]
- ダイヤニュース  No.32「高齢社会に向けたコミュニティ・ビジネス」（  高齢社会とコミュニティ・ビジネス４、2003.1.25）[33]
- 信用金庫新聞「コミュニティ・ビジネスとは何か」（地域を元気にするコミュニティ・ビジネス１、2004.4.1）
- 信用金庫新聞「コミュニティ・ビジネスは住民主体のまちづくり」（ 地域を元気にするコミュニティ・ビジネス２ 、 2004.4.15）
- 信用金庫新聞「コミュニティ・ビジネスの効果と進化」（ 地域を元気にするコミュニティ・ビジネス３ 、 2004.5.1）
- 信用金庫新聞「コミュニティ・ビジネスを支える人々」（ 地域を元気にするコミュニティ・ビジネス４ 、 2004.5.15）
- 信用金庫新聞「海外のコミュニティ・ビジネス」（ 地域を元気にするコミュニティ・ビジネス５ 、 2004.6.1）
- 信用金庫新聞「地域の生活サービスを支援する事業」（ 地域を元気にするコミュニティ・ビジネス６ 、 2004.6.15）
- 信用金庫新聞「地域のプラットホームづくり」（ 地域を元気にするコミュニティ・ビジネス７ 、 2004.7.15）
- 信用金庫新聞「地域コミュニティが再び社会的な主題に」（ 地域を元気にするコミュニティ・ビジネス ８、 2004.8.1）
- 生産性新聞「地域を元気にするコミュニティ・ビジネス」（地域活性化とイノベーション、2008.7.15）
- 生産性新聞「健全な地域コミュニティの形成にコミュニティ・ビジネスの導入を」（寄稿、2010.4.15）
- 生産性新聞「分かち合いのコミュニティ産業づくりを」（識者の眼、2011.2.15）
- 生産性新聞「女性とシニアのコミュニティ・ビジネス参画が鍵に」（寄稿、2011.8.25）
- 生産性新聞「地域デビューで裸の王様にならないための心構え」（寄稿、2012.2.15）
- 生産性新聞「第二のキャリアステージは地域にあり」（寄稿、2012.7.5）

## テレビ出演
- ナビゲーター21「職人技 世界を巡る」（2000年3月18日、テレビ東京）
- LIVE！23「暮らしの中のエコ活動」（2000年7月26日、東京MXテレビ）
- 21世紀ビジネス塾「地域を元気にするコミュニティ・ビジネス　商店街株式会社」（2001年7月7日、ＮＨＫ教育）[34]
- 21世紀ビジネス塾「地域を元気にするコミュニティ・ビジネス　新介護ビジネス」（2001年7月14日、ＮＨＫ教育）[34]
- インターネット・ディベート「日本に雇用を生み出そう」（2002年4月6日、ＮＨＫBS1）[34]
- クローズアップ現代「広がるコミュニティ・ビジネス」（2002年6月3日、ＮＨＫ総合）[34]
- くらしと経済「主婦の新ビジネス、ワーカーズ・コレクティブ」（2002年10月19日、ＮＨＫ総合）[34]
- ウェークアップ！「コミュニティ・ビジネス特集」（2002年12月21日、読売テレビ）
- 報道原人「地域が私の職場です～問題解決ビジネス最前線～」（2003年5月17日、東海テレビ）
- 難問解決！ご近所の底力「スーパー撤退・買い物大作戦」（2003年5月29日、ＮＨＫ総合）[34]
- 難問解決！ご近所の底力「主婦のこづかい倍増作戦」（2005年12月1日、ＮＨＫ総合）[34]
- 難問解決！ご近所の底力「スーパー撤退」（2007年12月16日、ＮＨＫ総合）[34]
- 家計診断　おすすめ悠々ライフ「地域に貢献しながら働きたい」（2008年8月16日、ＮＨＫ総合）[34]
- 生活ほっとモーニング「”街の顔”生き残り作戦」（2009年3月11日、ＮＨＫ総合）[34]
- みのもんたの朝ズバッ!「団塊世代の地域デビュー」（2009年6月22日、TBSテレビ）
- 団塊スタイル「地域でセカンドライフ」（2012年4月6日、ＮＨＫEテレ） [34]

## ラジオ出演
- NHK国際放送ラジオ「ニッポン世相探検」（コミュニティ・ビジネス）（2002.10.7）[35]
- ニッポン放送「ラジオ　ケアノート」（コミュニティ・ビジネス特集）（2006.8.21～8.25　5日間連続の出演）[36]
- コミュニティFMの湘南ビーチFM「ハッピーコミュニティ・ビジネス」（2008.4～2010.9　月１回の出演）[37]

## 海外における翻訳出版
- 「地域を元気にするコミュニティ・ビジネス」(ぎょうせい（韓国）、2007.5)[38]
- 「みんなが主役のコミュニティ・ビジネス」（ぎょうせい（韓国）、2008.10)[39]

## 海外調査
- 東南アジアフォローアップ調査（JICA派遣、タイ、マレーシア、1993年2月）[40]
- 欧州森林都市グリーンツーリズム調査（ドイツ、オーストリア、スイス、1994年10月）[40]
- ドイツ環境博覧会（エコメッセ）調査（ドイツ、オーストリア、スイス、1996年6月）[40]
- イタリア地域社会調査（ローマ、バチカン市国、フィレンツェ、ミラノ、ナポリ、1997年1月）[40]
- 米国シリコンバレー起業家調査（サンフランシスコ、サンノゼ、1997年11月）[40]
- 英国市民社会調査（ロンドン、エジンバラ、グラスゴー、ポーツマス、1998年3月）[40]
- 東欧地域社会調査（チェコ、スロバキア、オーストリア、ハンガリー、2008年2月）[40]
- 中国地域社会調査（北京、2009年5月）[40]
- インド地域社会調査（ニューデリー、デリー、アグラ、ジャイプール、2012年4月）[40]
- ベトナム地域社会調査（ハノイ、2015年5月）[40]

## 海外招聘
- 日英社会的起業家交流プログラム（コミュニティ・アクション・ネットワーク主催、英国外務省招聘、ロンドン、ホワイトヘブン、カーディフ、 コッツウォルズほか、2003年9月）[40]
- コミュニティ・ビジネス日韓フォーラム（韓国希望製作所主催、招聘講演、ソウル、2008年9月）[40]
- 2010日米英韓・社会的企業国際シンポジウム（韓国京畿道福祉財団主催、招聘講演、ソウル、2010年7月）[40]
- 国際コミュニティフォーラム「持続可能な地域共同体」（韓国政府行政自治部主催、招聘講演、全州、2016年11月）[40]
- 2016完州社会的経済国際フォーラム（韓国完州郡庁主催、招聘講演、完州、2016年12月）[40]
- 台湾現代客家地域経済フォーラム（台湾客家委員会主催、招待講演、台北、2023年12月）[14]

## 研究テーマに関する新規性
- 情報と情報財について

情報に関する研究は、1988年産能大学で同じ職場の産能短大田中功助教授（のちに日本女子大学教授、同大学図書館長）との私的な情報に関する共同研究から始まった。田中との共同研究で情報に関する論文を数本一緒に著したが、細内は、NTTの”104の有償化”というニュースを聞き、そのことをヒントに”情報財”という言葉を生み出し、その意味を未来志向の観点から定義付けをした。当時インターネットはまだ一般に普及しておらず、産能短大紀要第23号（1990年2月発行）に寄稿した細内の単独論文「情報財の基礎理論に関する研究」が、日本における最初の情報財に関する基礎的な論文となった。そして1993年11月に開催された情報文化学会第1回全国大会の講演予稿集に「商品としての情報」、「情報財マーケティング」の２本の論文を寄せている。
- テーマパーク事業について

細内のテーマパークに関する研究は、クライアントからの調査依頼がきっかけで、当時在籍していたシンクタンクの仕事として始めたものであり、さらにマスコミの取材を受け、研究がスタートしていったと後年述べている。
- コミュニティ・ビジネスについて

コミュニティ・ビジネスは、信託銀行のシンクタンクから製造業の社会文化研究所へ転籍の際、移籍先の幹部からコミュニティの研究をお願いしたい、と言われたことがきっかけとなり、生み出した新しい言葉であり、コミュニティの中に住民主体でビジネスの視点を入れて地域を開発・再生していくという新しいコンセプトや意味が込められている。この言葉を生み出すのに1週間ろくに寝ずに考えたと細内は後年供述している。
細内の研究に関する各テーマは、いずれも新規性が高く、既存の研究アプローチとは違い、独自性の高いものとして世間から注目を集めている。